# Juan José Ferragut
Juan José Ferragut (Montevideo, 24 de diciembre de 1958 - 20 de abril de 2022) Diseñador de iluminación artística, ganador de cinco premios Florencio, y mención especial por obras infantiles.
Docente de la Cátedra de Iluminación de la Escuela Multidisciplinaria de Arte Dramático Margarita Xirgu (EMAD).

## Trayectoria
Inició su actividad en 1978 como luminotécnico en el Teatro del Notariado.
Ha participado como Diseñador de Iluminación en más de trescientas obras teatrales y en otros rubros como danza, ópera, carnaval, música.
Se ha desempeñado como docente de diseño de iluminación en 2009, Taller Musso (Bellas Artes). En 2008 participó en los talleres "A escena" del Ministerio de Educación y Cultura (MEC) dictados en distintos departamentos de Uruguay.
Tuvo a cargo la Dirección Técnica del Auditorio Nacional Adela Reta (SODRE) desde 2009 a 2012.
Ha sido invitado en varias oportunidades por la Comedia Nacional  para realizar el diseño de iluminación en diferentes obras: "En la lona" - dirección de Marcelino Duffau; "El Lector por hora" - dirección de Daniel Espino Lara;"La Cantante Calva" - dirección de Daniel Espino Lara; "Bodas de Sangre" - dirección de Mariana Percovich; "Roberto Zuco" - dirección de Alfredo Golstein.
Ha tenido actuación como profesor de iluminación en escuelas de la ciudad de Montevideo: Escuela de Teatro La Gaviota; Casa de los Siete Vientos de 1995 a 1998; Teatro Alambique desde 2004 a 2005.
Su actuación se extiende a otros rubros tales como:

### Teatro
Desde su primera obra como Diseñador de Iluminación en 1980 a la fecha (2014) ha trabajado con varios directores destacados del medio: Omar Varela, Jorge Denevi, Marcelino Duffau, Héctor Manuel Vidal, Carlos Aguilera, Estela Mieres, Ernesto Clavijo, Mariana Percovich, Mario Morgan, Sergio Otermin, Imilce Viñas, Alfredo Godstein, Gustavo Ruegger, Juan José Brenta, Walter Cotelo, Rocío Villamil, Hugo Blandamuro, Alfredo Goldstein, Gustavo “Tato” Martínez, Jaime Yavitz, Dino Armas, Jorge Cifré, Quito Pérez, Sonia Repeto, Alfredo Torres, Luis Cerminara, Walter Silva, Walter Rey, Antonio Baldomir, Carlos Muñoz, Jorge Cherquiaro, Luis Armando, Daniel Espino Lara, Ignacio Cardozo, Sergio Dotta, Jorge Curi, entre otros.

### Recitales
- "Contraviento" dirección de Carlos García.

- "3 x 3 llueve" - Benedetti, Solari, Mayer con dirección de Omar Varela.

- "Pelota al medio" - Jorge Lazaroff, con dirección de Luis Trochón.

- "Recital de Laura Canoura" - con dirección de Luis Trochón.

- "El Cuarteto y la Bestia" - El Cuarteto de Nos - con dirección de Enrique Vidal.

- "Lugares comunes" - Ruben Olivera - con dirección de Fernando Toja.

- "Jaime Roos a la Diez" - Jaime Roos - con dirección de Jorge Denevi

- "Debutaca en recital" - Ulivi, Lombardo y Well

- "Susana Rinaldi" - Susana Rinaldi con dirección de Mario Morgan.

- "A vuelo de pájaro"  invitado Mauricio Ubal, Joan Manuel Serrat.

- "Avenida Bandoneón" - Mauricio Ubal

- "De Minas a París" - Rossana Taddei

- "La Aparecida"    - Silvana Marrero.

### Musicales
- “Radio City Music Hall” con dirección de Cacho de la Cruz.

- “Un bolero por favor” con dirección de Luis Trochón.

- “Cine Radio Actualidad” con dirección de Ignacio “Nacho” Cardozo.

- “Helo Dolly” con dirección de César García e Imilce Viñas.

- “Naná, el musical” con dirección de Ignacio “Nacho” Cardozo.

- "La Jaula de las Locas" con dirección de Ignacio "Nacho" Cardozo.

### Ópera
- "Evita" con dirección de Hugo Blandamuro en el Teatro Solís.

### Danza
- "Por un largo sendero" Primera muestra de danza contemporánea (primera parte) - Grupo Moebios - Dirección Cristina Martínez.
- "El exilio de Gardel" Primera muestra de danza contemporánea (segunda parte) - Grupo Moebios - Dirección Cristina Martínez.
- "Cara de otro" Primera muestra de danza contemporánea - Grupo Babinka.
- "Babinka" Segunda muestra de danza contemporánea - Grupo Babinka.
- "Cambio de cosas o cosas del cambio" Tercera muestra de danza contemporánea - Dirección Laura Ravalioli.
- "Intento cero" - Dirección Graciela Figueroa.
- "Village" - Dirección César García.
- "Ballet" - Dirección Graciela Figueroa.
- "Ballet contradanza" - Dirección Florencia Varela.

### Carnaval
- Los Gabys (1988 a 1996)
- Morenada (1988)

### Exposiciones
- “Travesía” – Enrique Badaró – Cinemateca Carnelli
- “Zona Urbana” – Pablo Conde – Cabildo de Montevideo
- Expone Jaqueline Bares – Cabildo de Montevideo
- Expone Ana Descalzi – Cátedra Alicia Goyena
- “Escultura” – Julia Vicente de Stoll – Museo del Gaucho y de la Moneda.
- “Re-tratos” – Cristina Casabó – Centro Cultural de España (CCE)
- “Del bosque interior” – Marité Zaldívar – Cabildo de Montevideo
- “Álbum de figuritas”  – Iturria – 6.ª. Bienal de La Habana – Cuba[6]
- “La piel de nuestros días” – Cristina Casabó – Museo Juan Manuel Blanes

### Publicidad
- Desfile de modelos colección primavera-verano - Nelson Mancebo (1985)
- Colección de mayas - Giovanna (1988)
- Stand acción solidaria - Conatel (1990)
- Muestra industrial en AFE - Fabríca de Papel (1990)
- Presentación Credisol. Presentación Colorkin (1990)
- Productos Duomo - Conatel (1992)
- Diseño vidrieras - Atenas Viajes (1993)
- Lanzamiento línea de rulemanes - Rulemanes KOYO (1993)
- Stand feria Agro-Industrial (2.º Premio) - Cativelli (1994)

### Otros
- Coordinador de sala en 4.ª. Muestra Internacional de Teatro (1990)
- Video Educativos...poesía en vivo - Instituto del libro y MEC Poetas uruguayos. Dirección Raquel Diana (1992)
- Iluminación de la entrega de "Florencios 1994" (1994)

## Premios "Florencio"
- 2008 - Bodas de Sangre
- 1993 - Noches Blancas
- 1992 - Y después qué
- 1990 - Metamorfosis
- 1982 - Agnes de Dios
- 2012 - La Magia del Tulipán.
- 2003 - 10 y más, el musical.
- 1998 - La Bella Durmiente.
- 1995 - La Familia Montriguez.
- 1994 - El Mago de Oz.
- 1993 - Draculita, la vida accidentada de un vampirito.
- 1987 - Rongo, el gato que quería ser niño.

## Nominaciones
- 2008 – Bodas de Sangre
- 1994 – ¿Quién le teme a Virginia Woolf?
- 1993 – Cartas de amor en papel azul
- 1993 -  Noches blancas
- 1992 – Y después qué?
- 1991 – El beso en el asfalto.
- 1990 – Metamorfosis
- 1985 – Santa Juana
- 1982 -  Agnes de Dios

## Giras nacionales
- Galileo galilei
- Ardiente paciencia
- La última velada
- En la lona
- El rabino Jonás y el submarino nuclear
- Hay que deshacer la casa
- Santa Juana
- Flicts
- Cándido
- Vade retro
- La balada de Johnny Sosa
- Mangacha y la maestra
- Virginia Woolf
- Quién nos quita lo bailado
- Cine radio actualidad
- Draculita
- La bella Elena
- Jaime Roos a las diez
- Rompiendo   código
- La  locura  uruguaya
- Jardín de  otoño
- Pepito superstar

## Giras internacionales
- VIII Festival Iberoamericano de Teatro de Bogotá - “El hombre inesperado” – Yasmina Reza - Bogotá Colombia (2002)
- 5º Festival Porto Alegre Em Cena - “Las Sirvientas” – de Jean Genet - Porto Alegre Brasil (1998)
- VI Bienal de la Ciudad de La Habana - “Memorias  y  recuerdos” -  Ignacio Iturria - La Habana Cuba (1997)
- Avenida Bandoneón - "Joven Tango" - Dirección Mauricio Ubal - Alemania (1997)
- Festival de Teatro de Porto Alegre - “Contradanza” Porto Alegre - Brasil (1996)
- Festival del Mercosur - “Rompiendo  Códigos” - “Contradanza”  San Pablo -  Brasil (1996)
- Juvenalia  - Feria para la Juventud - "Circo de Sueños" y Diseño del stand de Uruguay (Designado por MEC e INJU (Instituto de la Juventud) Madrid  - ESPAÑA(1992)
- 1.er. Festival de Teatro de Canela - “Todas tenemos la misma historia" Canela  - Brasil (1987)
- Teatro Arlequín - "La última velada"  Asunción - PARAGUAY (1987)
- Festival Internacional de Teatro - “Galileo Galilei" Caracas  - Venezuela (1987)